# Hans Ungar
Hans Ungar (geboren am 29. August 1916 in Wien, Österreich-Ungarn; gestorben am 23. Mai 2004 in Bogotá) war ein österreichischer Buchhändler, der seit 1938 in Kolumbien lebte und arbeitete. Gemeinsam mit seiner Frau Lilly war er Inhaber der Librería Central in Bogotá, der größten Buchhandlung des Landes.

## Leben und Werk
Hans Ungar entstammte einer großbürgerlichen Wiener Familie, die mehrere Modesalons besaß. Seine Eltern waren Paul Ungar (geboren am 19. Oktober 1877 in Wien) und Alice geb. Kranner (geboren am 27. Mai 1889 in Wien). Sie heirateten 1910 im Stadttempel in der Seitenstettengasse. Er hatte einen älteren Bruder, Fritz Heinz (geboren 30. Juni 1912 in Wien). Die Familie wohnte in der Lange Gasse 74. Seine Eltern waren mit bekannten Schriftstellern wie Stefan Zweig und Hermann Bahr befreundet.
Nach der Matura absolvierte Hans Ungar im Militärlager Kaisersteinbruch die Ausbildung zum Reserveoffizier. Danach studierte er an der Hochschule für Welthandel. Er absolvierte drei Semester des Diplomstudiengangs und musste nach der Annexion Österreichs im März 1938 aufgrund der nationalsozialistischen Rassenzuschreibung die Hochschule verlassen. Mit Hilfe von früheren Vorgesetzten im österreichischen Bundesheer gelang ihm die Emigration nach Lateinamerika. Er verließ Wien Ende Juli 1938 und gelangte über Hamburg in die kolumbianische Hafenstadt Cartagena. Von dort reiste er mit dem Raddampfer nach Bogotá. Er arbeitete zunächst für einen britischen Bankier und lernte in einem Zug Elisabeth Bleier kennen, genannt Lilly, auch sie eine Emigrantin aus Wien. Die beiden wurden ein Paar und heirateten. Aus der Ehe gingen ein Sohn und eine Tochter hervor.

### Librería Central
1946 übernahm Hans Ungar zunächst als Geschäftsführer, später auch als Eigentümer die Librería Central. Sie war 1926 von dem Österreicher Pablo Wolf gegründet worden. In den 1950er Jahren eröffnete er zusätzlich eine Kunstgalerie. Er zählte zu den Mitgründern der Universidad de los Andes in Bogotà und unterrichtete auch dort. Im Rundfunk moderierte er eine wöchentliche Literatursendung, in Zeitungen und Zeitschriften publizierte er zahlreiche Beiträge. Seine Schwerpunkte waren das Wien des fin de siècle, Johann Strauss, Karl Kraus und deren Zeitgenossen. Er hielt Kontakte zu vielen anderen Flüchtlingen, die sich seinerzeit vor dem Nationalsozialismus nach Lateinamerika retten konnten. In den Nachkriegsjahren reiste er mehrfach nach Wien, um Kontakte mit der österreichischen Kulturszene zu pflegen und um Kulturveranstaltungen zu besuchen. Er gilt als wesentlicher Brückenbauer zwischen der deutschsprachigen und der lateinamerikanischen Kultur.
Ungar erhielt hohe Auszeichnungen in Kolumbien, Österreich und Deutschland.

### Schicksal der Familienangehörigen
Hans Ungar war der einzige seiner Familie, der den Holocaust überlebte.
Seine Eltern wurden aus dem langjährigen Familiendomizil vertrieben und mussten in eine sogenannte Sammelwohnung in Wien 9, Nußdorfer Straße 4/31 übersiedeln. Diese mussten sie sich mit zwei weiteren jüdischen Ehepaaren teilen. Am 14. Juni 1942 wurden Paul und Alice Ungar von Wien in das Vernichtungslager Sobibor deportiert, wo sie unmittelbar nach der Ankunft ermordet wurden.
Sein Bruder Fritz Heinz Ungar wurde bereits im April 1938 von den Nationalsozialisten festgenommen, am 17. Juni 1938 in das Konzentrationslager Dachau deportiert und am 22. September 1928 in das Konzentrationslager Buchenwald überstellt. Dort blieb er mehr als vier Jahre interniert und musste Zwangsarbeit leisten. Am 22. September 1942 wurde er in das Konzentrationslager Auschwitz überstellt, wo er am 22. Februar 1943 ermordet wurde. Auch mehrere Angehörige seiner Ehefrau wurden im Holocaust umgebracht.

## Auszeichnungen
- Silbernes Ehrenzeichen für Verdienste um die Republik Österreich (1964)
- Österreichisches Ehrenkreuz für Wissenschaft und Kunst (1979)
- Bundesverdienstkreuz der Bundesrepublik Deutschland
- Orden de San Carlos